# Yoram Gutgeld

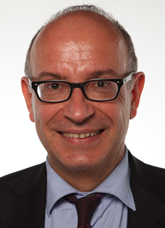
Yoram Gutgeld (2013)

Yoram Gutgeld  (geboren 14. Dezember 1959 in Tel Aviv) ist ein italienischer Politiker israelischer Herkunft. Er war von 2013 bis 2018 Mitglied der italienischen Abgeordnetenkammer für die Partito Democratico.

## Leben
Yoram Gutgeld ist ein Kind polnischer Einwanderer, er wuchs in Tel Aviv auf. Er studierte Mathematik und Philosophie an der Hebräischen Universität Jerusalem und absolvierte einen dreijährigen Militärdienst. Danach studierte er an der University of California, Los Angeles und erhielt 1989 einen Master of Business Administration.
Gutgeld arbeitete ab 1989 als Unternehmensberater für McKinsey & Company in Mailand und wurde dort Partner im Unternehmen. Er heiratete eine Italienerin und erwarb die italienische Staatsbürgerschaft. Im Jahr 2012 wurde er Berater von Matteo Renzi, der zu der Zeit das Amt des Bürgermeisters von Florenz innehatte. Bei der Parlamentswahl 2013 in Italien wurde er für die Partito Democratico in die Abgeordnetenkammer gewählt.
Nach Renzis Übernahme des Ministerpräsidentenamtes im Februar 2014 arbeitete Gutgeld als dessen politischer und ökonomischer Berater. Er erhielt 2015 die Aufgabe eines Sparkommissars. Zur Parlamentswahl 2018 trat er nicht für eine Wiederwahl an.

## Schriften
- mit Roger Abravanel: Scelte coraggiose per sviluppare un'economia di servizi. Rom : Sipi, 2006, ISBN 88-7153-033-0
- Più uguali più ricchi. Mailand : Rizzoli, 2013, ISBN 978-88-17-07056-0.